# Ellen Brusewitz
Ellen Maria Brusewitz (nascuda Holmström, Jönköping, 10 de novembre de 1878 – Estocolm, 17 de maig de 1952) va ser una tenista sueca que va competir als Jocs Olímpics de 1912 d'Estocolm.
Va disputar la prova individual femenina exterior, que finalitzà en setena posició, darrere la seva germana Annie Holmström.